# Електростанція 3714
«Електростанція 3714» (швед. Kraftverk 3714) — шведський незалежний фільм 2005 року, від режисера Маркуса Відегрена. Фільм отримав нагороду за найкращу режисеру та найкращу головну чоловічу роль на кінофестивалі Rojo Sangre 2006 року та за найкращі спецефекти на італійському кінофестивалі Міжнародний кінофестиваль Повернення живих шортів 2007.

## Сюжет
Оточений нескінченним лісом Браккавікен, існує невелика громада в Індальшвельні. Ідеалістичне існування, де люди добре знають один одного, і думають, що вони живуть у злагоді та безпеці. Йоганна повертається до свого рідного міста після декількох років відсутності і незабаром усвідомлює, що в громаді все не так. Письменник Вільям успадкував дім свого діда Володимира. Поступово він починає усвідомлювати, що обставини смерті Володимира складніші, ніж здається на перший погляд. Стверджується, що незрозумілим чином зникли селяни. Мати Йоганни Елізабет, здається, втрачає розум. По невеличкій громаді починає поширюватися страх, і в підвалі Вільяма починають коїтися дивні речі. Хтось відкрив ворота в інший світ, вимір, який неможливо осягнути розумом. А по центру громади розташовується стара гідроелектростанція з її гучними генераторами.

## У ролях
- Марія Берквіст — Йогання
- Еміль Йоунссон — Вільям
- Сенді Монссон — Елізабет
- Анна-Сара Кеннеді — Лінн
- Андерс Естлунд — Томмі
- Аса Сііка — Вера
- Ліна Естлунд — Майя
- Гуннар Ліндгрен — Ерік
- Міхаель Монссон — Володимир
- Анне-Марі Гаггблад — Гунвор
- Томас Рансмур — Томас